# مجزرة مخيم الشاطئ (12 أكتوبر)
مجزرة مخيم الشاطئ 2023م مجزرة ارتكبها سلاح الجوّ الإسرائيلي حينما قصفَ مخيم الشاطئ غرب مدينة غزة في الثاني عشر من تشرين الأول/أكتوبر 2023 تزامنًا مع اليوم السادس لمعركةِ طوفان الأقصى.
تسبّب هذا القصفُ الإسرائيلي العنيف، الذي استهدف المربّع السكني الذي يعرف بـ «بلوك رقم 7» ويضم ثلاثة أبنية، بعضها مؤلف من أكثر من ستة طوابق في مقتل ما لا يقلُّ عن 15 فلسطينيًا جميعهم من المدنيين.انتُشل بعضهم، وما زال البعض الآخر تحت الركام.

## خلفية الحدث
أطلقت حركة المقاومة الإسلامية حماس عبر ذراعها العسكري كتائب الشهيد عز الدين القسام، في ساعاتِ الصباح الأولى من يوم السابع من أكتوبر 2023م، عملية طوفان الأقصى وذلك ردًا على الاعتداءات الإسرائيلية وتدنيس الأقصى والاستمرار في الاستيطان، كما أكّد على ذلك محمد الضيف القائد العام للقسّام، والذي أعطى إشارة انطلاق العمليّة التي شهدت اقتحامًا من المقاومين لمستوطنات غلاف غزة، قُتل عدد كبير من الجنود الإسرائيليين وأُسر عشرات آخرين، كما أدى الهجوم إلى قطع عشرات الكيلومترات خلال ساعات والوصول لمستوطنات أبعد من تلك المحيطة والقريبة من قطاع غزة.
استمرَّت الاشتباكات بين الجيش الإسرائيلي وبين المقاومين في عديد من المستوطنات، على رأسها مستوطنة سديروت. رد الإسرائيليون على هذه العمليّة من خلال شنّ سلاح الجو الإسرائيلي عشرات الغارات العشوائيّة على القطاع، أدى ذلك إلى مقتل عشرات المدنيين وتدمير البنية التحتية لمدن القطاع، ليصل حد فرض إغلاق شامل وقطع متعمد لكل الخدمات من ماء وكهرباء وغاز، وهو ما هدَّد حياة أكثر من مليونَي فلسطيني يعيشون داخل القطاع، الذي يُعاني أصلًا من تبعات الحصار الخانق عليهم منذ ستة عشر عاماً.

## المجزرة
شنَّت طائرات الاحتلال الإسرائيلي غارات عنيفة جدًا ومتكرّرة على مواقع جنوب وشرق وغرب مدينة غزة، وعقب قصف طائرة حربية إسرائيلية بأربعة صواريخ لمنازل متلاصقة ببعضها في مخيم الشاطئ غرب مدينة غزة، تأوي أكثر من 400 مواطن مدني لجئوا إليها للبحث عن مناطق أمنة، حيث نقلت سيارات الإسعاف الشهداء والجرحى إلى مستشفى الشفاء، وما زالت هناك أعداد تحت الركام، وسط محاولات لإخراجهم وانتشال المواطنين والمسعفين لهم. وأظهرت مقاطع الفيديو ما بعد القصف، الدمار والخراب الكبير والجثث المنتشرة في المكان، ووجود محاصرين تحت الأنقاض وجرحى في كل مكان.

## الرد الفلسطيني
أعلنت كتائب القسام في قطاع غزة ردها على هذه المجزرة، حيث أطلقت عشرات الرشقات الصاروخية صوبَ مدينة تل أبيب ومُدن أخرى، لكنّ ردها لم يُسفر عن وقوع قتلى في الجانب الإسرائيلي، إذ أخلت الأخيرة أغلب السكان من المناطق الحدوديّة ودفعت من تبقى منهم لدخولِ الملاجئ، فضلًا عن نظام القبة الحديدية والذي يمنع عددًا من الصواريخ من المرور نحو أهدافها فيما يفشل مع عدد آخر.

## الضحايا
بلغَ عددُ الضحايا في حصيلة مرشّحة للارتفاع -بسبب عدد الحالات الحرجة- ما لا يقلُّ عن 15 شهيداً من المدنيين وعشرات الجرحى. وبحسب رواية شاهد عيان أن «الاحتلال استهدف مربعًا سكنيًا يتواجد فيه نحو 400 مدني لجئوا إليه من مناطق تعرضت للقصف»، وقال إن المربع دمر عن بكرة أبيه، وأضاف أن عدد كبير من المدنيين لا يزالون تحت الأنقاض، وتابع: «المشهد لا يحتمل، لقد ضربوا دون سابق إنذار». وهذه البيوت تعود لعائلة الحسني، والمصري، والدرغلي، وكانت الأبنية الثلاثة تستقبل العشرات من النازحين من خارج المخيم.

## وصلات خارجية
*https://www.youtube.com/watch?v=4fHXV1yQAQI

## أنظر أيضاً
- مجزرة مخيم الشاطئ (9 أكتوبر 2023).
- مجزرة مستشفى المعمداني.
- مجزرة جباليا (9 أكتوبر 2023).